# 20e méridien est
En géographie, le 20e méridien est est le méridien joignant les points de la surface de la Terre dont la longitude est égale à 20° est.

## Géographie

### Dimensions
Comme tous les autres méridiens, la longueur du 20e méridien correspond à une demi-circonférence terrestre, soit 20 003,932 km. Au niveau de l'équateur, il est distant du méridien de Greenwich de 2 226 km,.
Avec le 160e méridien est, il forme un grand cercle passant par les pôles géographiques terrestres.

### Régions traversées
En commençant par le pôle Nord et descendant vers le sud au pôle Sud, Le 20e méridien ouest passe par : 
| Coordonnées          | Pays, territoire ou mer                       | Notes                                                 |
| -------------------- | --------------------------------------------- | ----------------------------------------------------- |
| 90° 00′ N, 20° 00′ E | Océan Arctique                                |                                                       |
| 80° 32′ N, 20° 00′ E | Norvège                                       | Îles de Nordaustlandet et du Spitzberg, Svalbard      |
| 78° 37′ N, 20° 00′ E | Mer de Barents                                |                                                       |
| 73° 54′ N, 20° 00′ E | Océan Atlantique                              | Mer de Norvège                                        |
| 70° 10′ N, 20° 00′ E | Norvège                                       | Île de Vanna, et le continent                         |
| 68° 34′ N, 20° 00′ E | Suède                                         | Sur environ 2 km                                      |
| 68° 33′ N, 20° 00′ E | Norvège                                       | Sur environ 18 km                                     |
| 68° 23′ N, 20° 00′ E | Suède                                         |                                                       |
| 63° 37′ N, 20° 00′ E | Mer Baltique                                  | Golfe de Botnie                                       |
| 60° 24′ N, 20° 00′ E | Îles Åland                                    | Île de Fasta Åland                                    |
| 60° 01′ N, 20° 00′ E | Mer Baltique                                  |                                                       |
| 54° 57′ N, 20° 00′ E | Russie                                        | Oblast de Kaliningrad (exclave)                       |
| 54° 25′ N, 20° 00′ E | Pologne                                       | Passe par Kraków (où il croise le 50e parallèle nord) |
| 49° 13′ N, 20° 00′ E | Slovaquie                                     | Passe par les montagnes de Kriváň                     |
| 48° 10′ N, 20° 00′ E | Hongrie                                       | Passe juste à l'ouest de Szeged                       |
| 46° 10′ N, 20° 00′ E | Serbie                                        |                                                       |
| 43° 04′ N, 20° 00′ E | Monténégro                                    |                                                       |
| 42° 31′ N, 20° 00′ E | Albanie                                       |                                                       |
| 39° 41′ N, 20° 00′ E | Mer Méditerranée                              | Mer Ionienne                                          |
| 39° 27′ N, 20° 00′ E | Grèce                                         | Île de Corfou                                         |
| 39° 24′ N, 20° 00′ E | Mer Méditerranée                              | Mer Ionienne et la Mer Méditerranée                   |
| 32° 01′ N, 20° 00′ E | Libye                                         |                                                       |
| 31° 28′ N, 20° 00′ E | Mer Méditerranée                              | Golfe de Sidra                                        |
| 30° 46′ N, 20° 00′ E | Libye                                         |                                                       |
| 21° 33′ N, 20° 00′ E | Tchad                                         |                                                       |
| 9° 07′ N, 20° 00′ E  | République centrafricaine                     |                                                       |
| 4° 58′ N, 20° 00′ E  | République démocratique du Congo              |                                                       |
| 7° 00′ S, 20° 00′ E  | Angola                                        |                                                       |
| 17° 53′ S, 20° 00′ E | Namibie                                       |                                                       |
| 22° 00′ S, 20° 00′ E | Frontière Namibie / Botswana                  |                                                       |
| 24° 45′ S, 20° 00′ E | Frontière Namibie / Afrique du Sud (Cap-Nord) |                                                       |
| 28° 26′ S, 20° 00′ E | Afrique du Sud                                | Cap-Nord Cap-Occidental                               |
| 34° 50′ S, 20° 00′ E | limite Océan Atlantique / Océan Indien        |                                                       |
| 60° 00′ S, 20° 00′ E | Océan Austral                                 |                                                       |
| 69° 53′ S, 20° 00′ E | Antarctique                                   | Terre de la Reine-Maud, revendiquée par la Norvège    |